# Yōko Sakaue
Yōko Sakaue (jap. 坂上 洋子 Sakaue Yōko; ur. 29 sierpnia 1968 w prefekturze Nagasaki) – japońska judoczka. Brązowa medalistka olimpijska z Barcelony 1992 w wadze ciężkiej.
Uczestniczka mistrzostw świata w 1987 i 1989. Startowała w Pucharze Świata w 1990 i 1992 roku. Srebrna medalistka mistrzostw Azji w 1985; brązowa w 1988 roku.

## Letnie Igrzyska Olimpijskie 1992
| Konkurencja | Eliminacje              | Eliminacje                 | Eliminacje            | Finały                 | Finały                 | Klas. końcowa |
| Konkurencja | Przeciwnik I            | Przeciwnik II              | Przeciwnik III        | Połfinał               | o 3 miejsce            | Miejsce       |
| ----------- | ----------------------- | -------------------------- | --------------------- | ---------------------- | ---------------------- | ------------- |
| 72 kg       | Edilene Andrade (BRA) Z | Colleen Rosensteel (USA) Z | Claudia Weber (GER) Z | Zhuang Xiaoyan (CHN) Z | Beata Maksymow (POL) P | 3.            |